# Policía Militar del Paraná
Las policías militares son fuerzas auxiliares y reserva del Ejército Brasileño, y parte del Sistema de Seguridad Pública y Defensa Social del Brasil. Sus miembros son llamados de militares de los Estados.
La función principal de la Policía Militar del Paraná (PMPR) es la preservación de la orden pública en el Estado de Paraná.

## Historia
La Policía Militar del Paraná fue creada como una unidad de Cazadores (infantería ligera) en 1854, con el nombre de Compañía de Fuerza Policial.
Esto se debió a la necesidad militar del Imperio de Brasil en reforzar lo efectivo de las tropas del ejército en situaciones de emergencia. Con la proclamación de la República fue aprobada en Brasil una Constitución basada en los Estados Unidos, donde los Estados tenían una gran autonomía. Con que las policías del país se han convertido en pequeños ejércitos regionales.
La historia de la PMPR muestra una participación honrosa en los acontecimientos que marcaron la vida nacional brasileña de esa época.
- Guerra de la Triple Alianza
- Revolución Federalista
- Guerra del Contestado
- Revolución de 1924
- Revolución de 1930
- Revolución de 1932

Esta situación peligrosa para la Unidad Nacional se mantuvo hasta el final de la Segunda Guerra Mundial, con la destitución del gobierno dictatorial de Getúlio Vargas. Es solo en 1946 que la policía militar ha adquirido la configuración actual, una especie de gendarmería que está sujeta al Estado (de la Federación).

## Designaciones Históricas
- 1854 - Fuerza Policial.[2]
- 1874 - Cuerpo de Policía.[3]
- 1891 - Cuerpo de Policía Militar.[4]
- 1892 - Regimiento de Seguridad.[5]
- 1917 - Fuerza Militar.[6]
- 1932 - Fuerza Pública.[7]
- 1939 - Fuerza Policial.[8]
- 1946 - Policía Militar.[9]

## Organización
La PMPR es operativamente organizada en batallones, compañías y pelotones.
Las sedes de los batallones se encuentran en los grandes centros urbanos, y sus compañías y pelotones se distribuyen, de acuerdo a la densidad de población, en las ciudades vecinas. 
La Policía Militar del Paraná está presente en todas las ciudades del Estado. 

### Batallones de Policía Militar

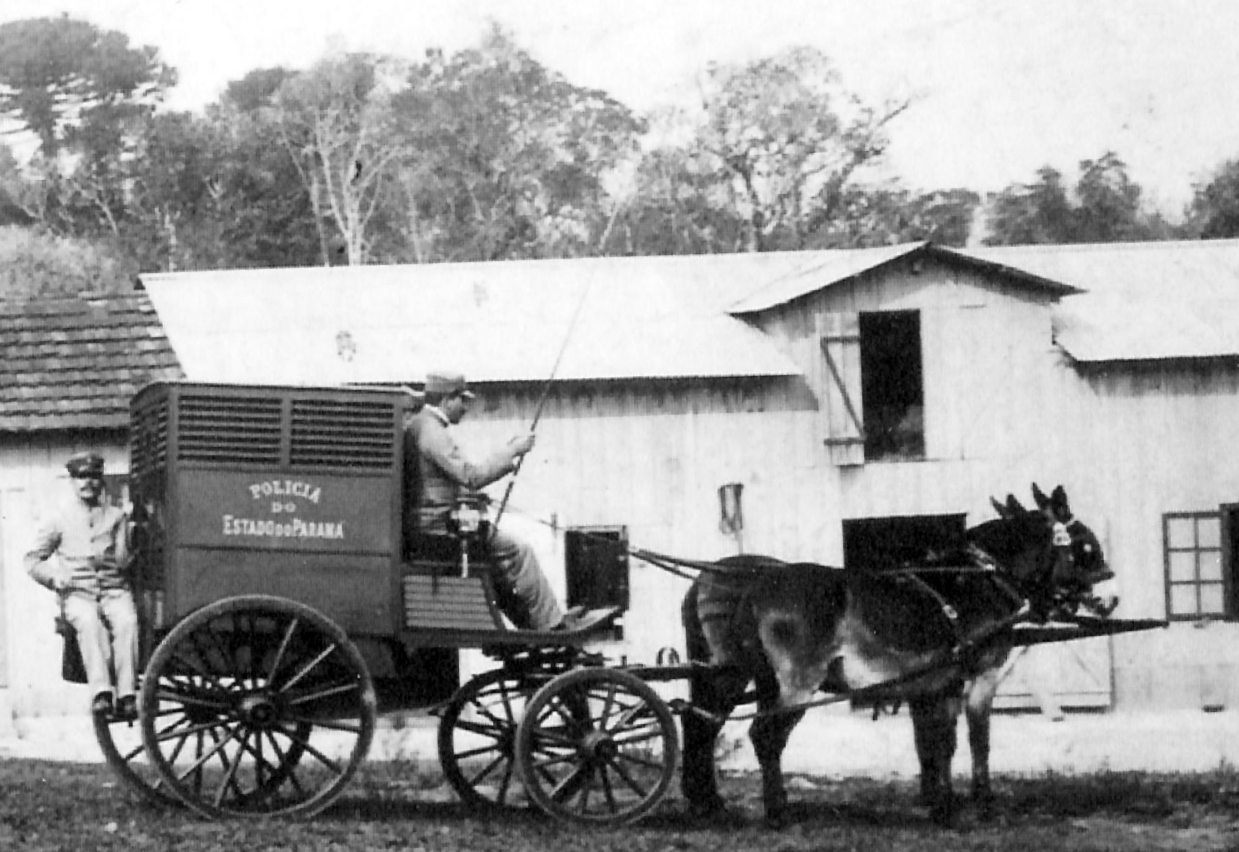
Vehículo para el transporte de presos - 1909.

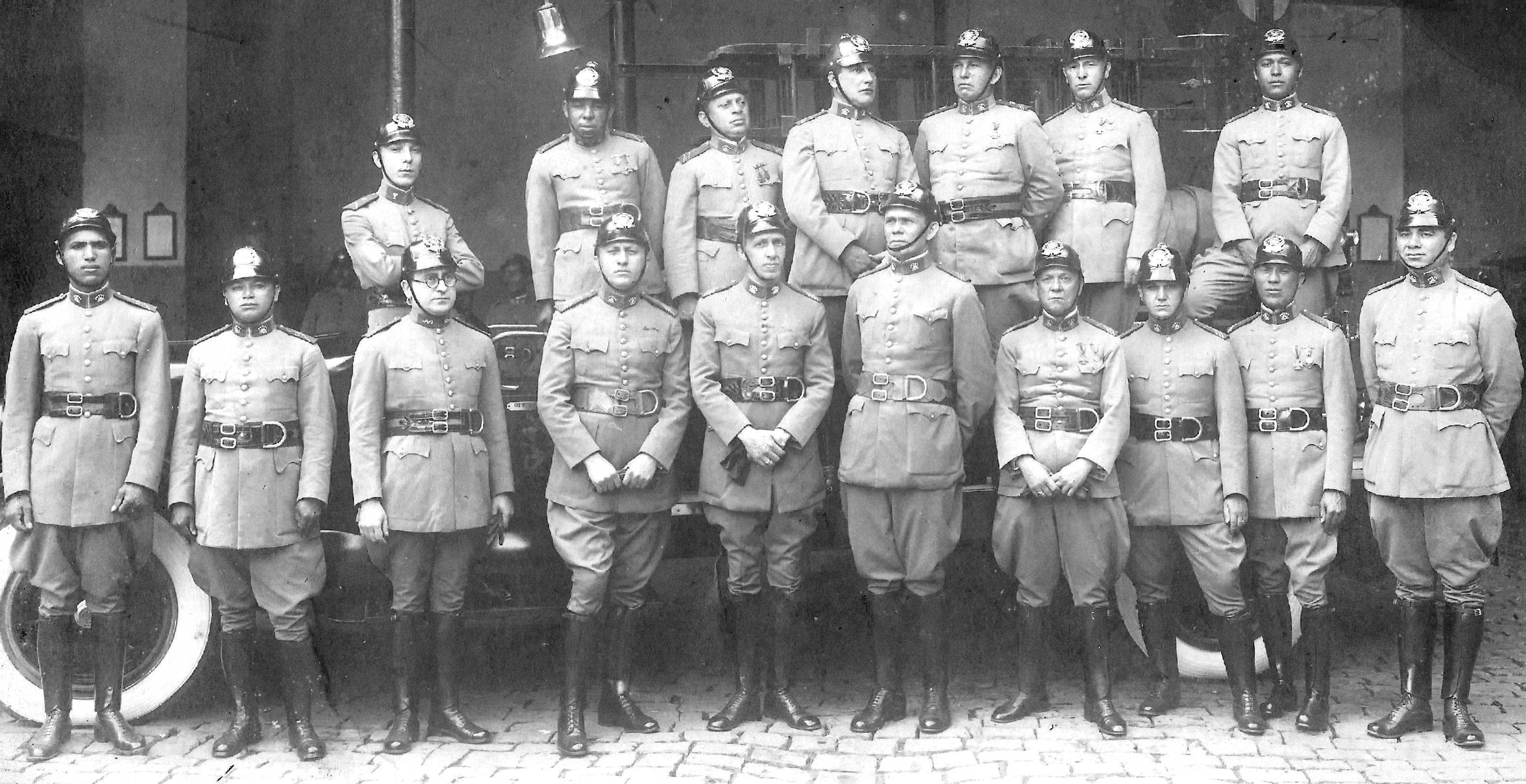
Oficiales Bomberos - 1923.

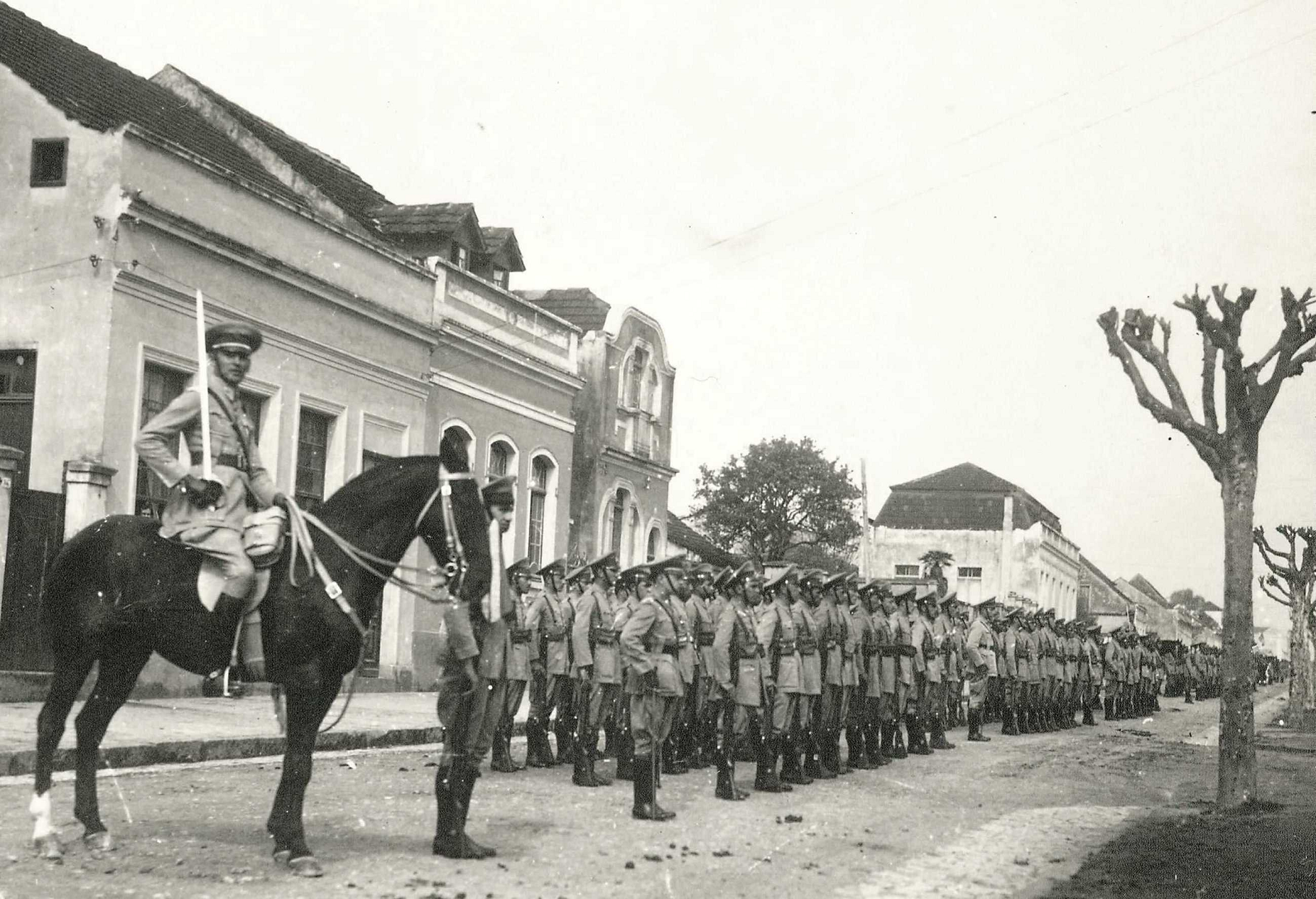
Desfile del Día de la Independencia de Brasil - 1938.

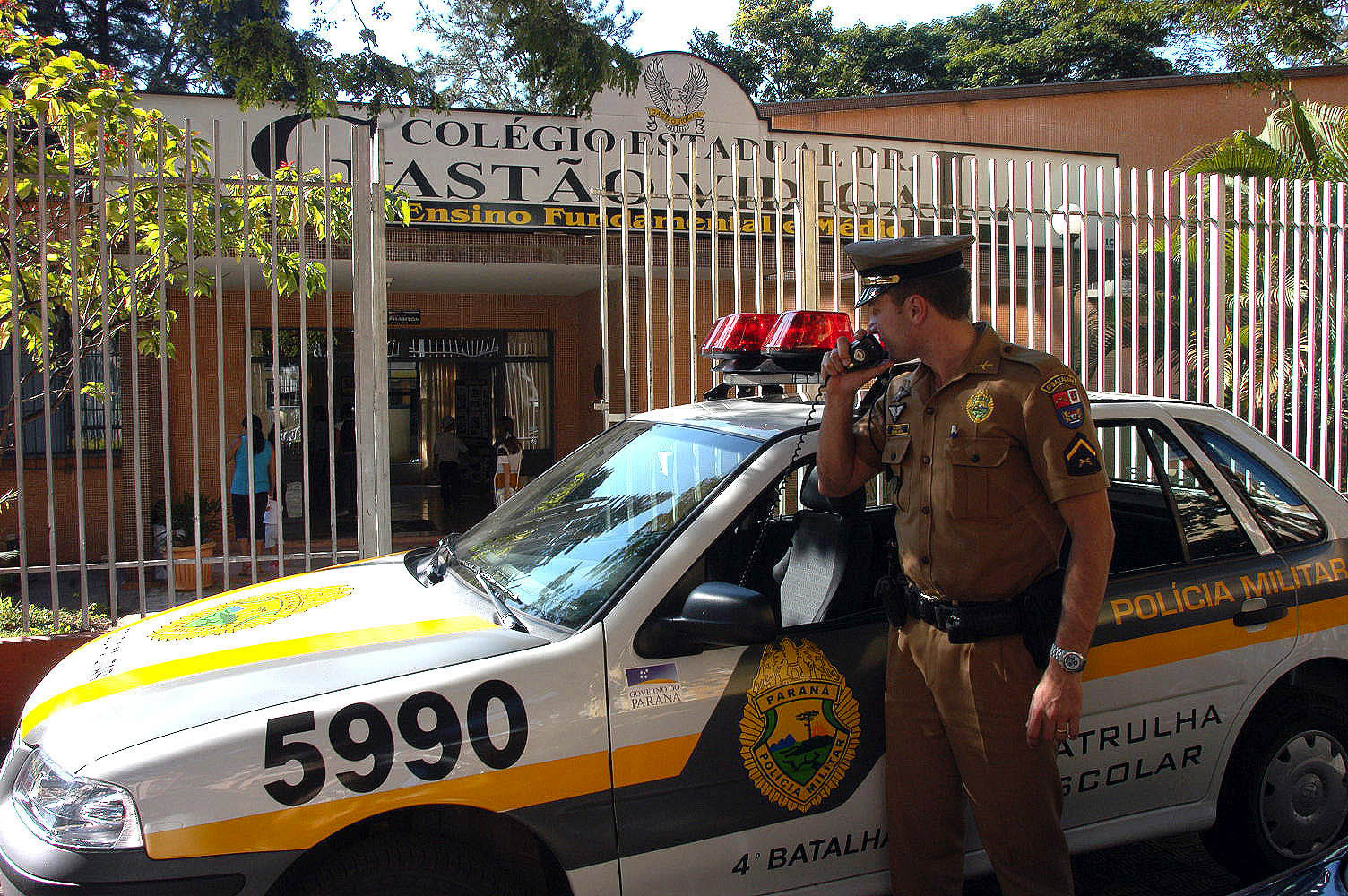
Patrulla de Escuelas - 2008.

- 1° Batallón de Policía Militar - Ponta Grossa;
- 2° Batallón de Policía Militar - Jacarezinho;
- 3° Batallón de Policía Militar - Pato Branco;
- 4° Batallón de Policía Militar - Maringá;
- 5° Batallón de Policía Militar - Londrina;
- 6° Batallón de Policía Militar - Cascavel;
- 7° Batallón de Policía Militar - Cruzeiro do Oeste;
- 8° Batallón de Policía Militar - Paranavaí;
- 9° Batallón de Policía Militar - Paranaguá;
- 10° Batallón de Policía Militar - Apucarana;
- 11° Batallón de Policía Militar - Campo Mourão;
- 12° Batallón de Policía Militar - Curitiba;
- 13° Batallón de Policía Militar - Curitiba;
- 14° Batallón de Policía Militar - Foz do Iguaçu;
- 15° Batallón de Policía Militar - Rolândia;
- 16° Batallón de Policía Militar - Guarapuava;
- 17° Batallón de Policía Militar - São José dos Pinhais;
- 18° Batallón de Policía Militar - Cornélio Procópio;
- 19° Batallón de Policía Militar - Toledo;
- 20° Batallón de Policía Militar - Curitiba;
- 21° Batallón de Policía Militar - Francisco Beltrão;
- 22° Batallón de Policía Militar - Colombo;
- 23° Batallón de Policía Militar - Curitiba;
- 25° Batallón de Policía Militar - Umuarama;
  - 1ª Compañía Independiente de Policía Militar - Lapa;
  - 2ª Compañía Independiente de Policía Militar - Río Negro;
  - 3ª Compañía Independiente de Policía Militar - Telêmaco Borba;
  - 4ª Compañía Independiente de Policía Militar - Londrina;
  - 5ª Compañía Independiente de Policía Militar - Umuarama;
  - 6ª Compañía Independiente de Policía Militar - Ivaiporã;
  - 7ª Compañía Independiente de Policía Militar - Arapongas;
  - 8ª Compañía Independiente de Policía Militar - Irati.

### Unidades Especializadas
- Regimiento de Policía Montada;
- Batallón de Policía de Tránsito;
- Batallón de Policía de Carretera;
- Batallón de Policía de Guardia Penitenciaria;
- Batallón de Policía Forestal;
- Batallón de Patrulla de Escuelas;
- Batallón de Eventos;
- Batallón de Operaciones Especiales;
  - Compañía Independiente de Policía de Guardia;
  - Compañía Independiente de Operaciones de Fronteras.

### Mandos Administrativos
- Dirección de Salud;
  - Hospital de la Policía Militar;
  - Centro Veterinario;
- Dirección de Apoyo Logístico;
- Dirección de Personal;
- Dirección de Finanzas;
- Dirección de Educación.
  - Academia de la Policía Militar;
  - Colegio de la Policía Militar.

## Cuerpo de Bomberos
El Cuerpo de Bomberos del Paraná fue creado en 1912. La Corporación é militarizada, semejante a los Sapeurs-Pompiers de Francia, y está integrada en la estructura de PMPR. Un Agrupamiento (en portugués: Grupamento) es equivalente a un batallón, y un Subagrupamiento (en portugués: Subgrupamento), de una compañía. Los agrupamientos y subagrupamientos se basan en los principales centros urbanos. En las ciudades menores, el combate contra incendios se lleva a cabo por bomberos voluntarios. 

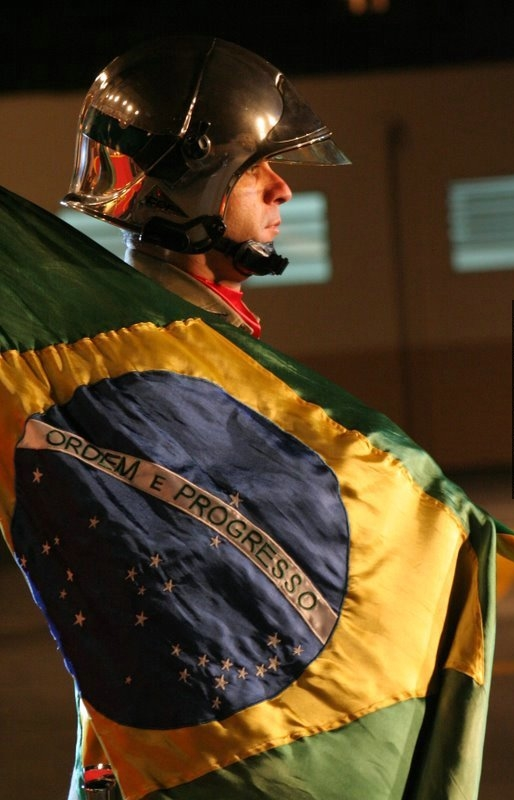
Abanderado.

### Estructura Operacional
- 1° Agrupamiento de Bomberos - Curitiba;
- 2° Agrupamiento de Bomberos - Ponta Grossa;
- 3° Agrupamiento de Bomberos - Londrina;
- 4° Agrupamiento de Bomberos - Cascavel;
- 5° Agrupamiento de Bomberos - Maringá;
- 6° Agrupamiento de Bomberos - São José dos Pinhais;
- 7° Agrupamiento de Bomberos - Curitiba;
- 1º Subagrupamiento Independiente de Bomberos - Foz do Iguaçu;
- 2º Subagrupamiento Independiente de Bomberos - Paranaguá;
- 3º Subagrupamiento Independiente de Bomberos - Ivaiporã;
- 4º Subagrupamiento Independiente de Bomberos - Pato Branco;
- 5º Subagrupamiento Independiente de Bomberos - Francisco Beltrão;
- 6º Subagrupamiento Independiente de Bomberos - Guarapuava;
- 7º Subagrupamiento Independiente de Bomberos - Apucarana;
- 8º Subagrupamiento Independiente de Bomberos - Umuarama.

### Vehículo de bomberos

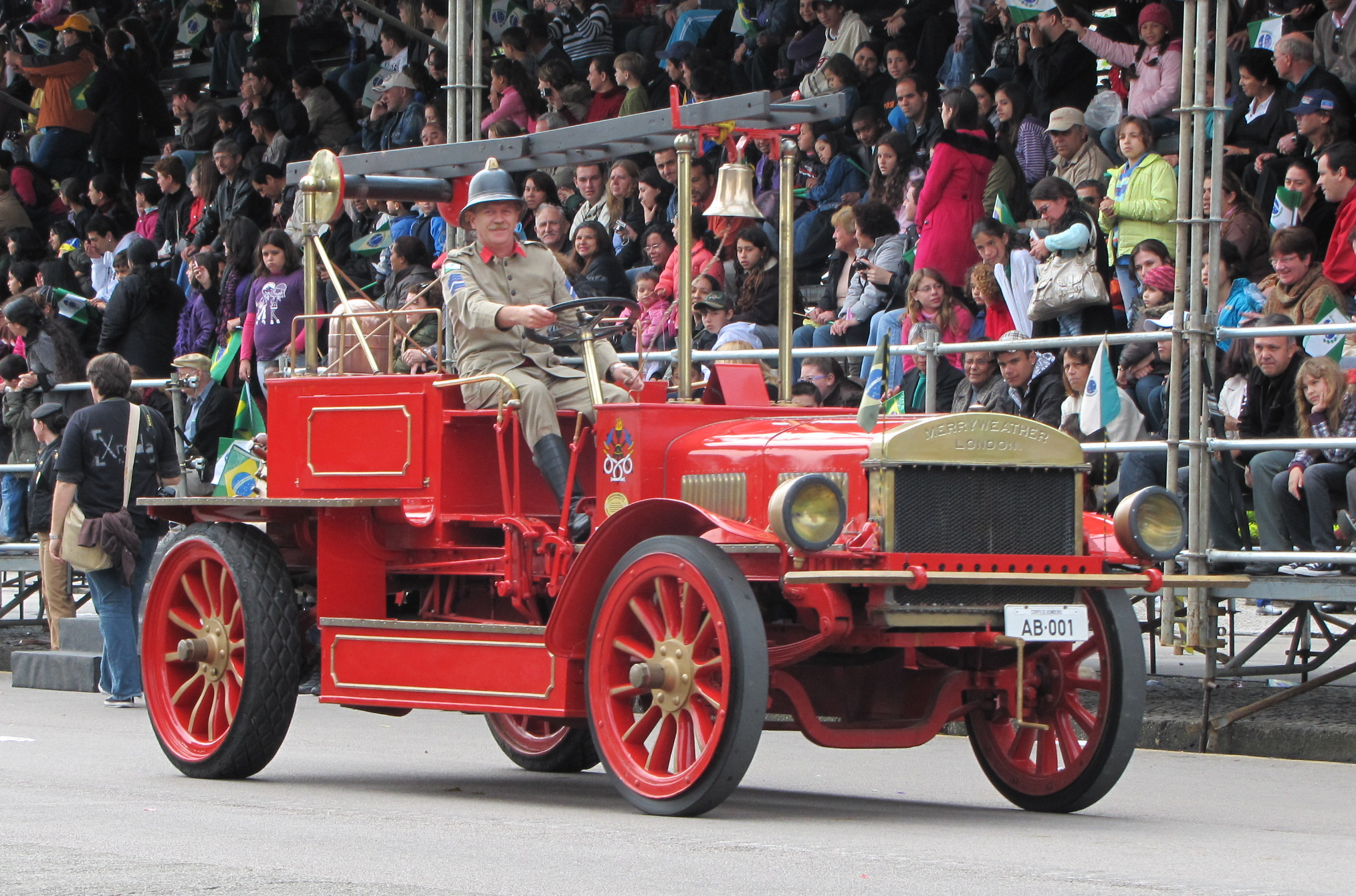
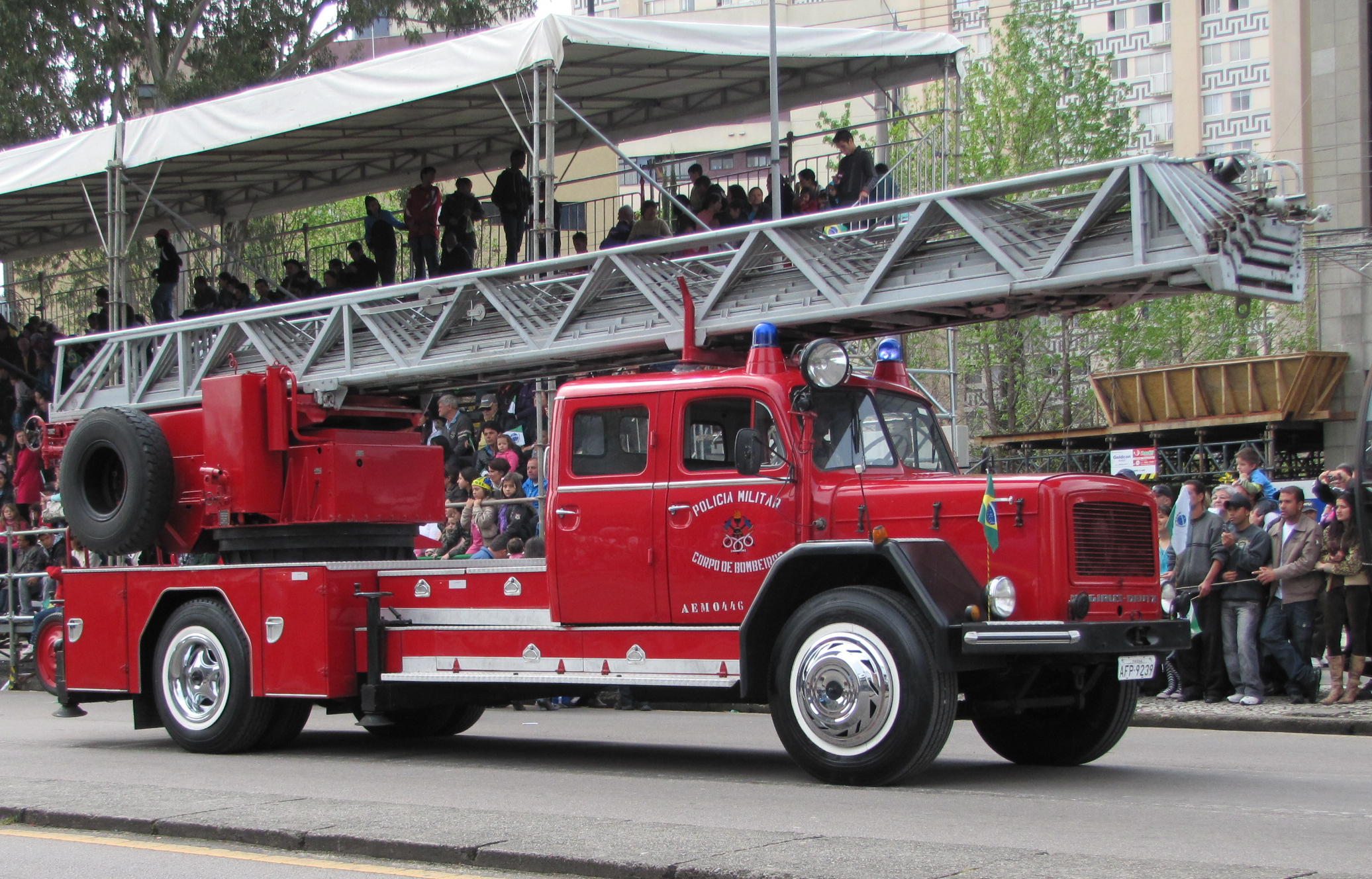
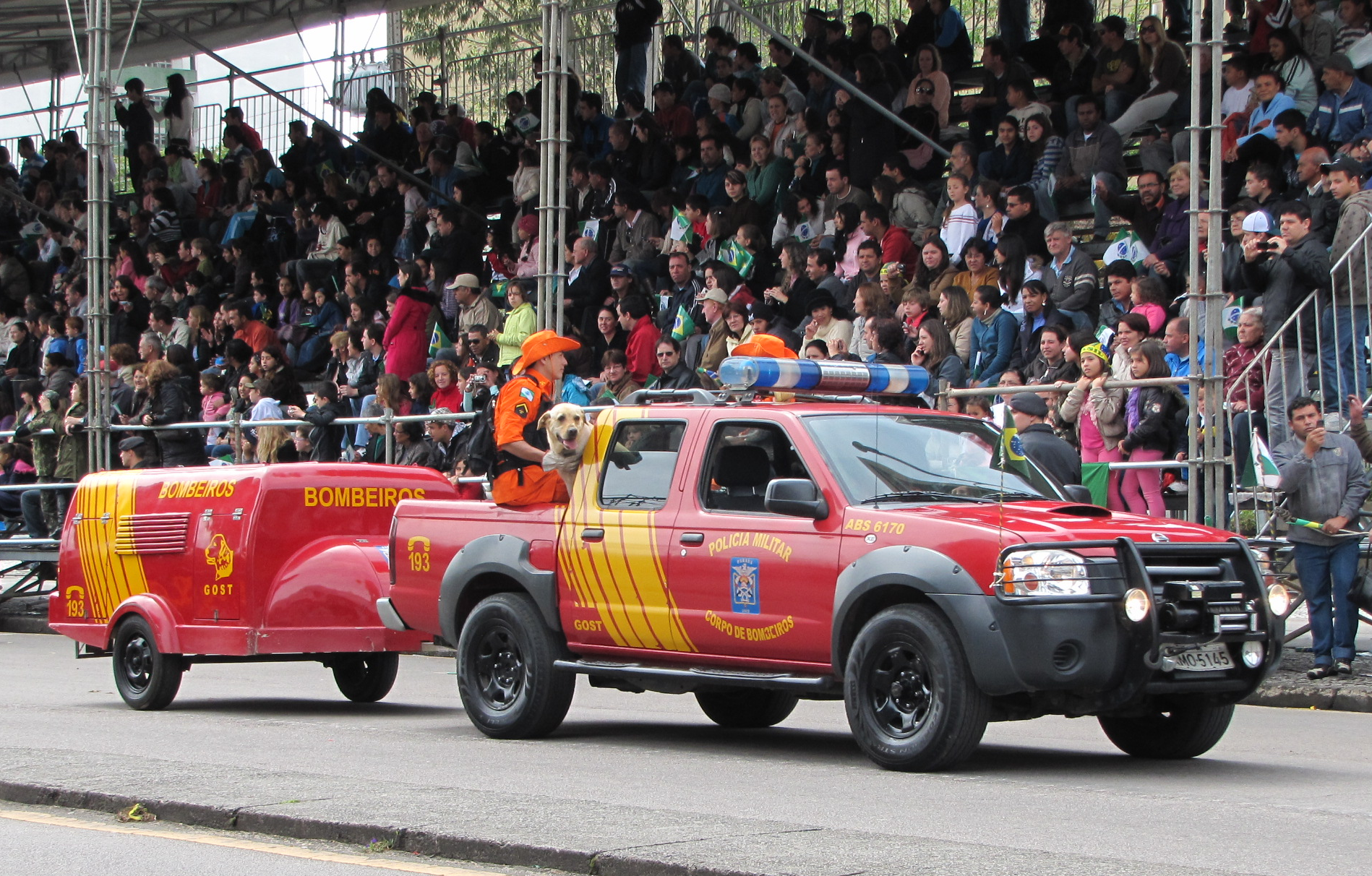
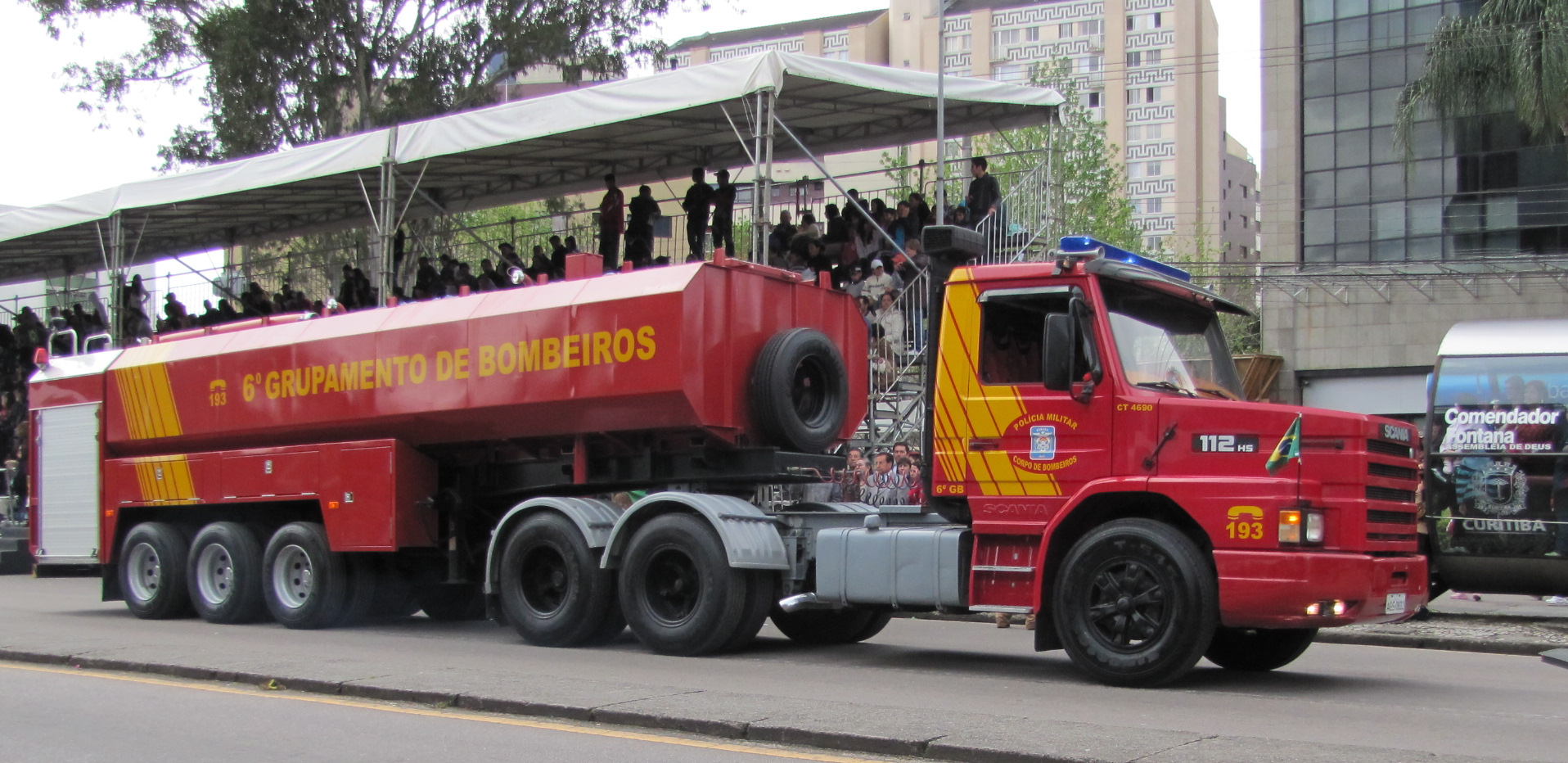
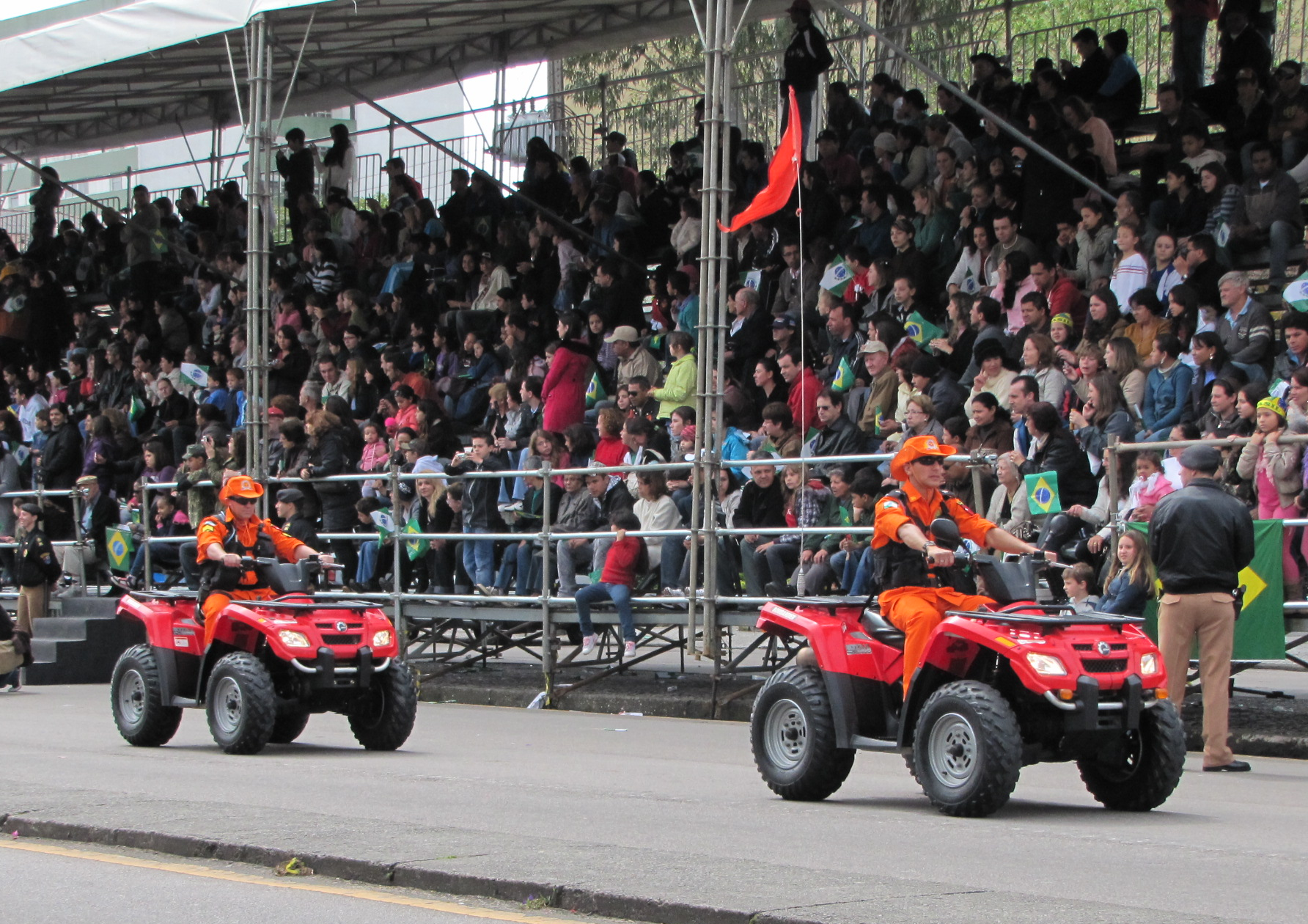
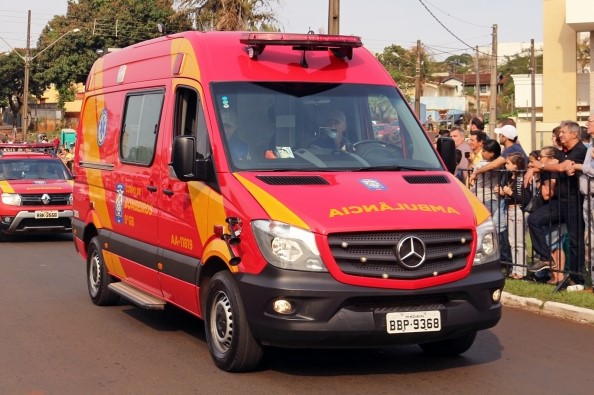
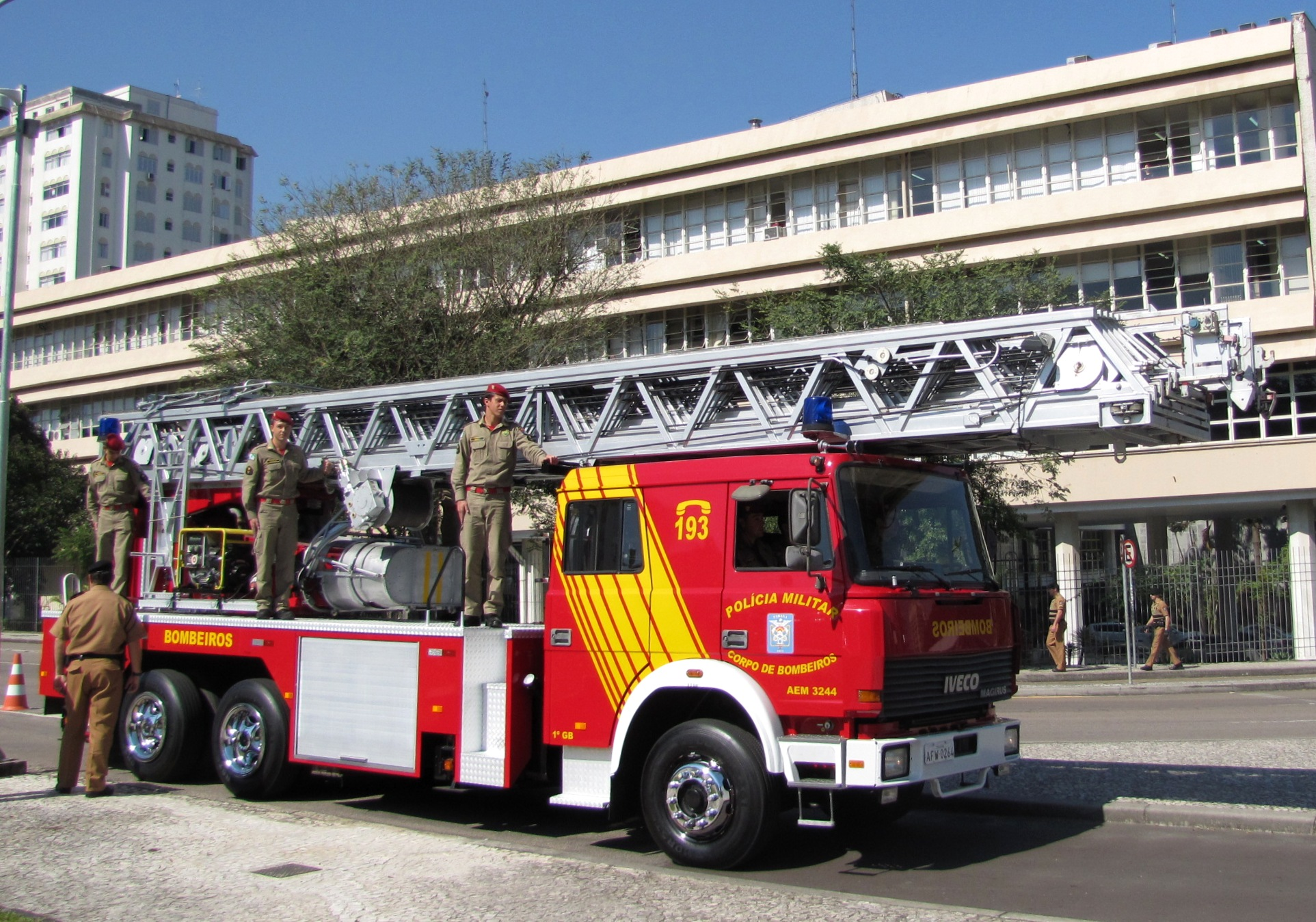
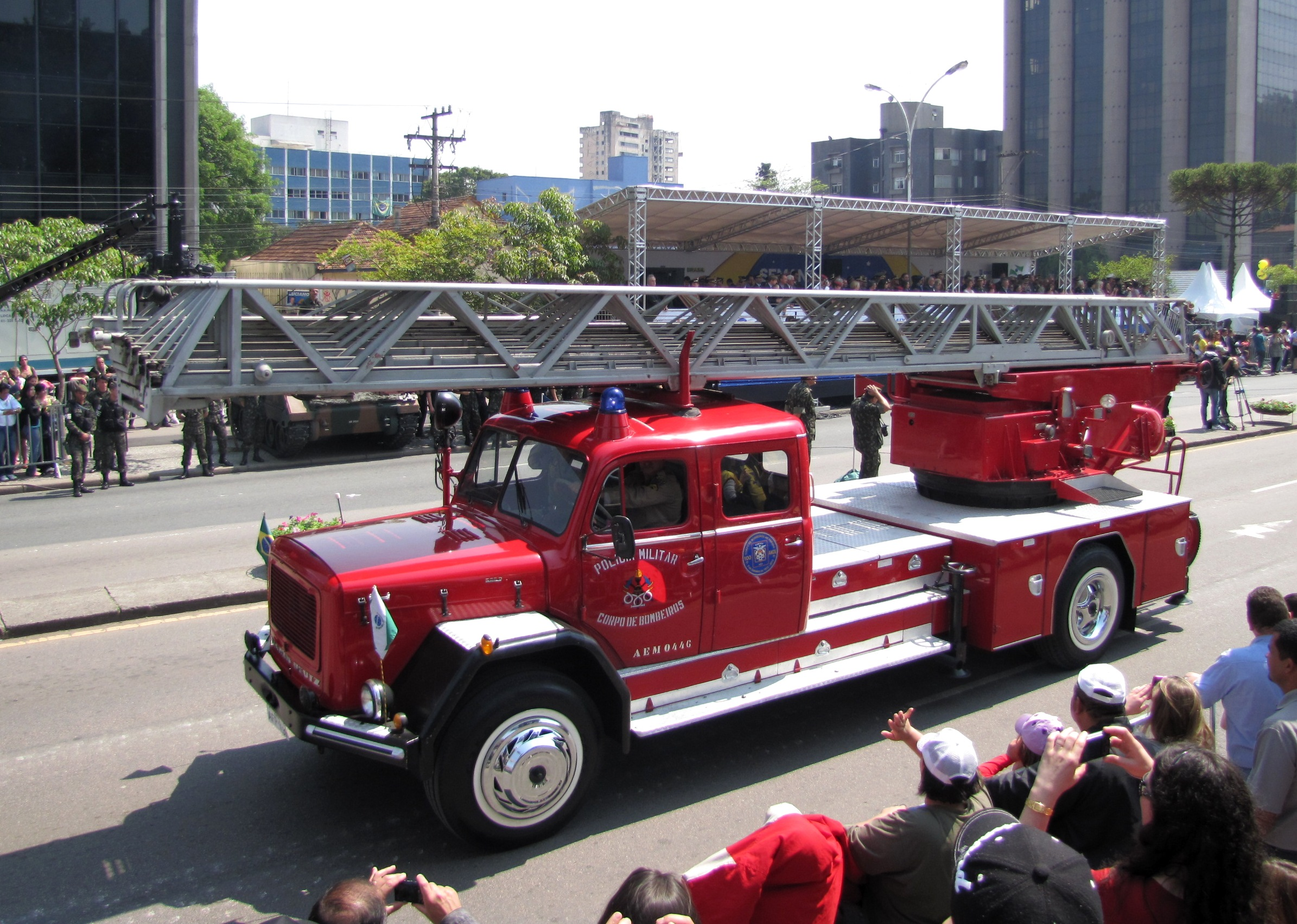
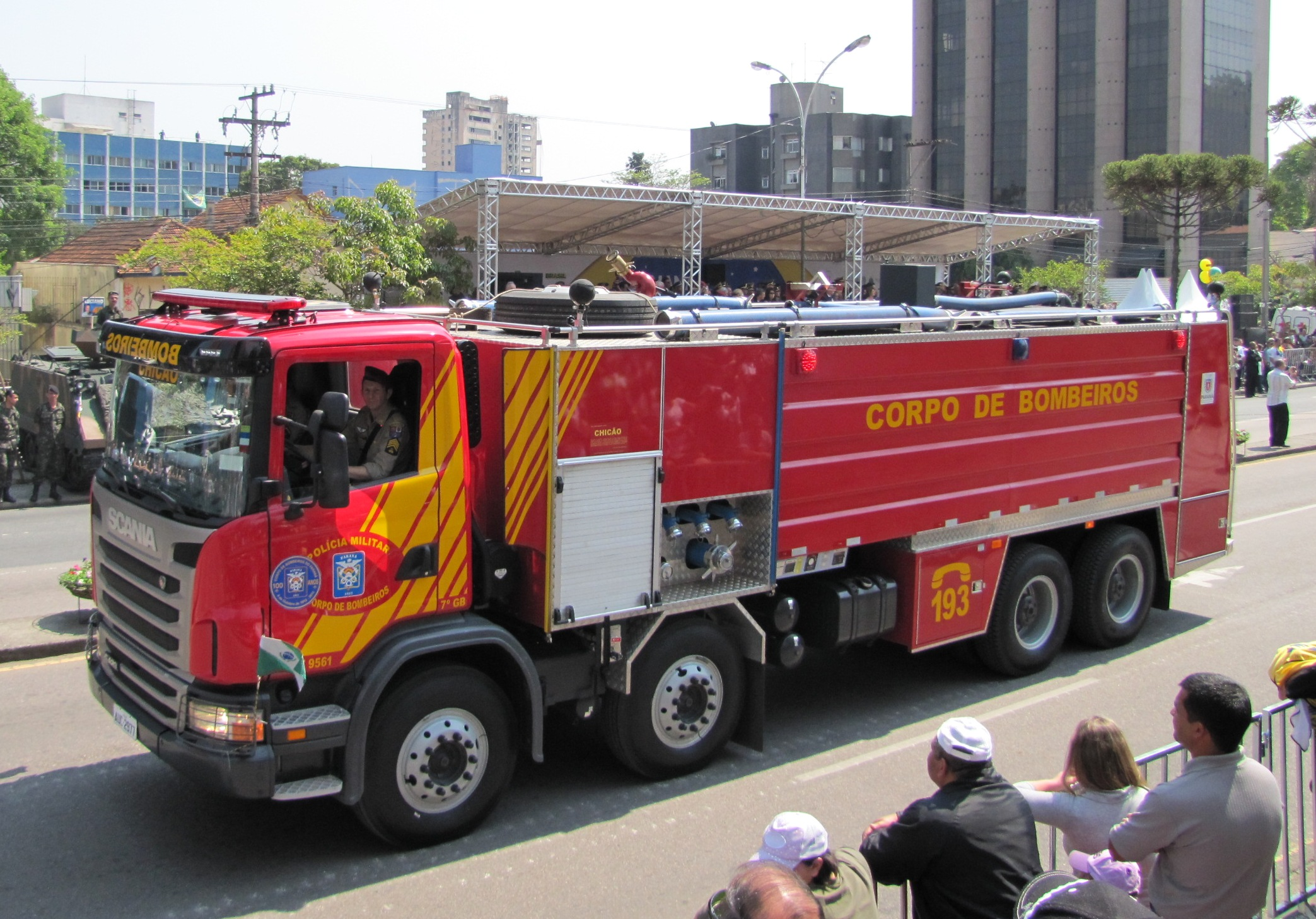
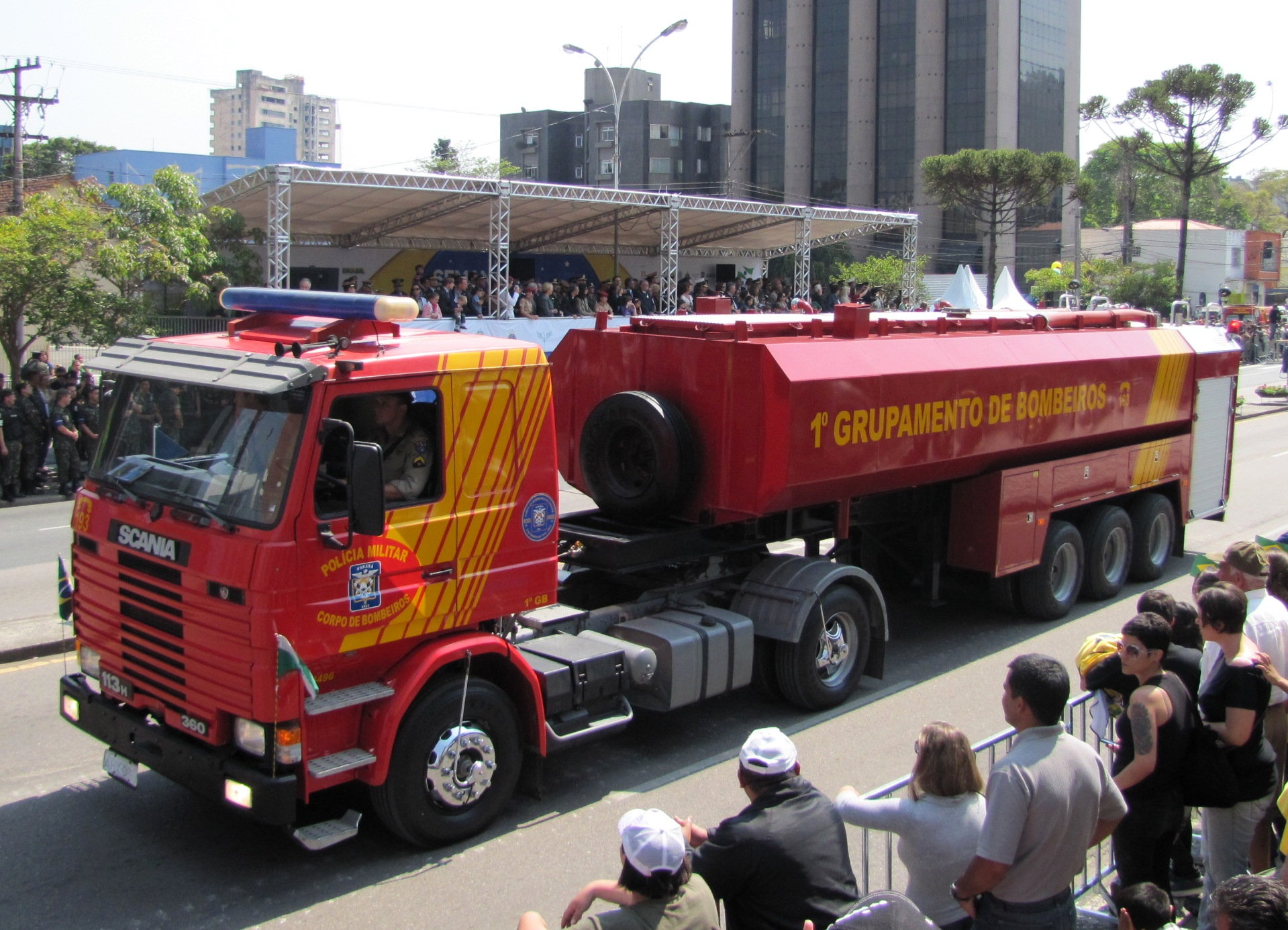
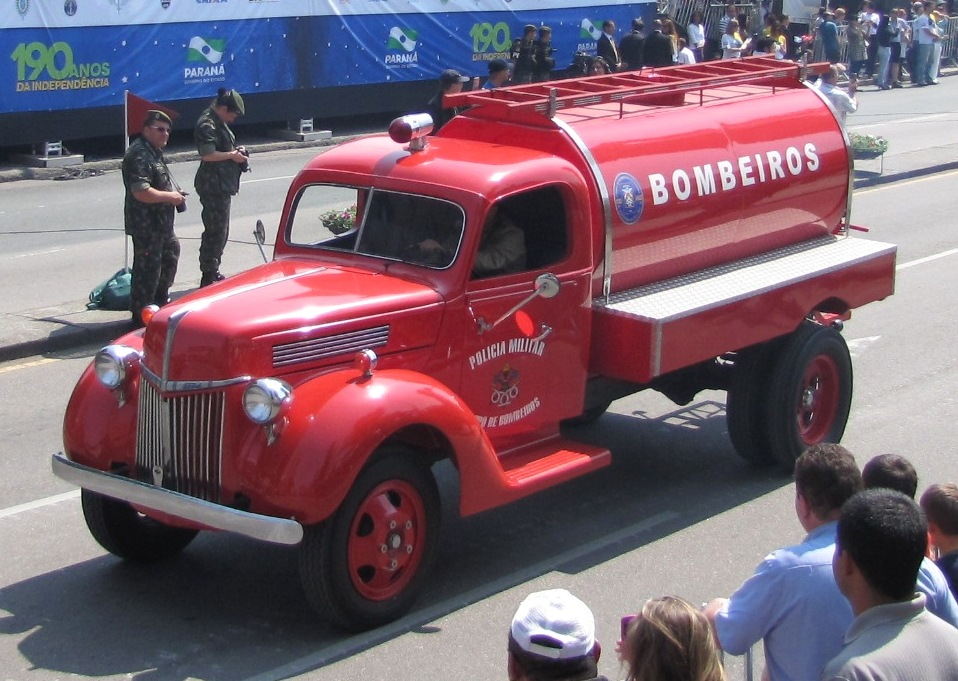
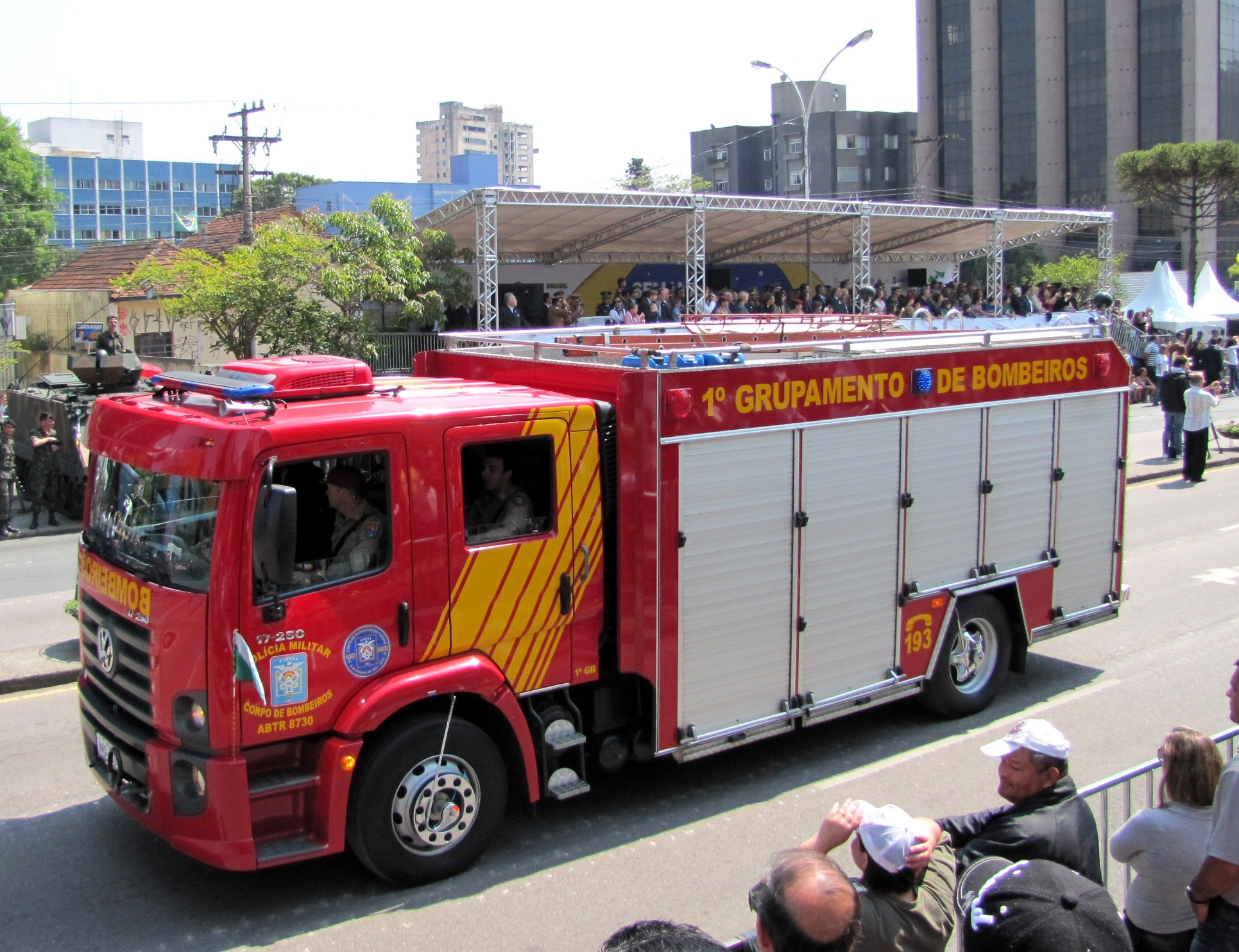

## Uniformes
Históricamente los militares brasileños heredarán tradiciones lusitanas. Desde la creación hasta los primeros años de la República, la PMPR utilizó uniformes azules (azul ferrete) semejantes a del Ejército Portugués. En 1912 se adoptó el color caqui, que tradicionalmente sigue en uso hasta hoy. Los bomberos siempre utilizarán el mismo uniforme de la policía militar, añadiendo solo sus insignias y distintivos.

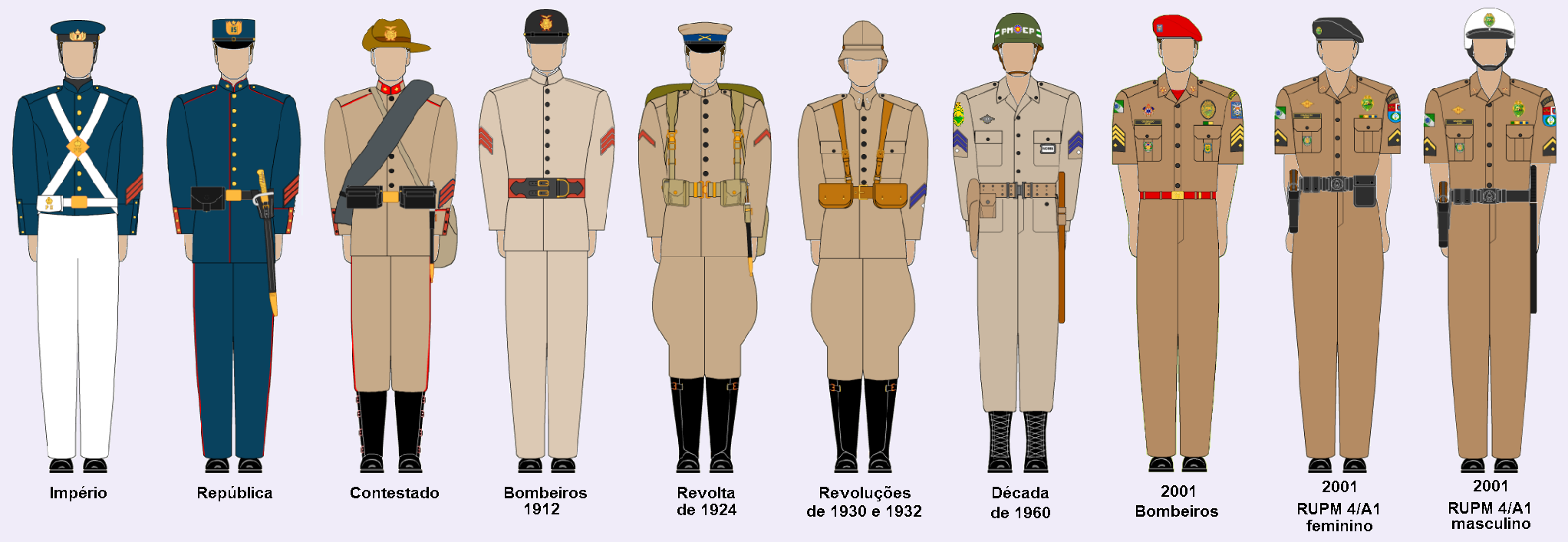
Evolución histórica de los uniformes de la Policía militar del Paraná

## Graduación
La PMPR tiene la misma clasificación jerárquica del Ejército, con diferentes tipos de rangos.

| Coronel | Teniente Coronel | Mayor | Capitán | Teniente 1° | Teniente 2° | Aspirante a Oficial | Subteniente |
| ------- | ---------------- | ----- | ------- | ----------- | ----------- | ------------------- | ----------- |
|         |                  |       |         |             |             |                     |             |

| Sargento 1º | Sargento 2º | Sargento 3º | Cabo | Soldado de Primera |
| ----------- | ----------- | ----------- | ---- | ------------------ |
|             |             |             |      |                    |